# Sant Salvador de Granyanella
Sant Salvador de Granyanella és una església de Granyanella (Segarra) inclosa a l'Inventari del Patrimoni Arquitectònic de Catalunya.

## Descripció
L'església és fora del clos del poble, al costat del cementiri. És una antiga església romànica d'una sola nau i coberta a dues aigües, molt modificada durant el segle xviii, quan s'hi van afegir dues capelles laterals coronades exteriorment per una petita llanterna, i es va modificar la portalada principal. La façana principal presenta una portalada barroca d'arc rebaixat amb decoració geomètrica als brancals i les dovelles superiors, exceptuant la clau, que juntament amb l'entaulament, presenta una gran decoració de formes vegetals, com fulles, volutes o una gran petxina situada sobre la clau. Per damunt de la portalada, hi ha un òcul per sobre del qual apareix l'any de construcció, 1766.

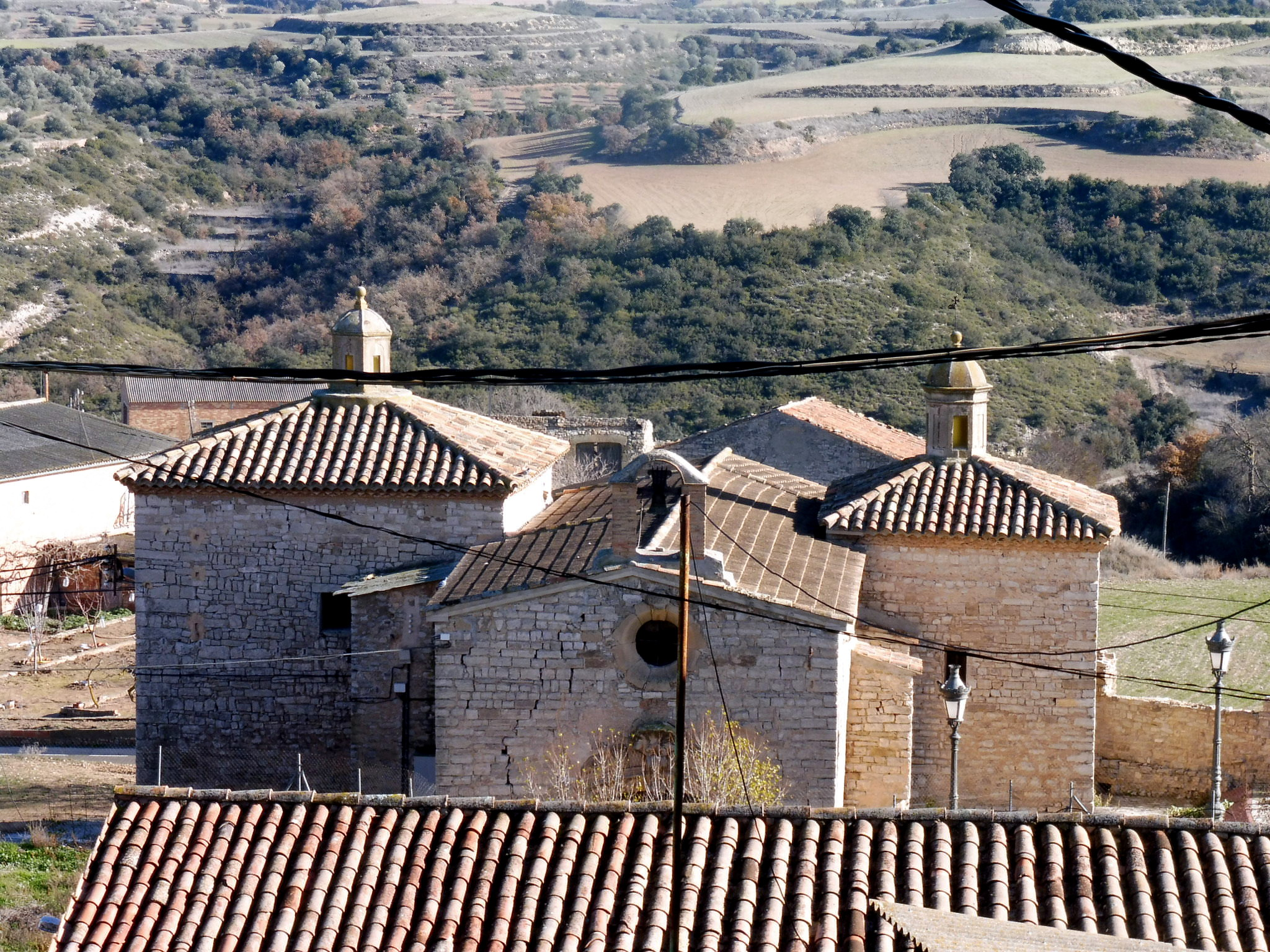
Sant Salvador des del castell

 El campanar de cadireta d'un sol ull a la part superior, fou realitzat amb maó ja en època contemporània. De la fàbrica original de l'edifici, coneixem la portada romànica que donava accés al recinte, on al segle xix hi havia el cementiri, del qual es conserva la porta d'accés amb el gravat d'una calavera i l'any de construcció. La portada romànica està formada per un arc de mig punt amb un arc de degradació i una rica decoració escultòrica. L'intradós de l'arc més exterior apareix decorat amb el motiu de l'escacat, mentre que l'intradós de l'arc interior s'ha utilitzat una tija que en recorre tota la superfície. La porta té timpà decorat, on al centre apareix la màndorla i a banda i banda dos cercles decorats amb creus gregues. L'arc de mig punt descansa sobre una columna amb capitell i fust decorat, amb motius zoomòrfics i geomètrics.
S'hi conserven algunes esteles funeràries:
Estela funerària I: És feta de pedra, amb forma de forat de pany, molt més ampla per la base que pel cap. Aquest és de forma cilíndrica i en la part superior i en relleu sobre-excavat es veu una creu llatina de braços iguals. De les tres esteles, aquesta sembla la més antiga degut a la simplicitat de la decoració.
Estela funerària II: Està formada per un peu troncopiramidal que suporta un disc cilíndric, el qual sobresurt lleugerament de la base per la part anterior i posterior. La decoració queda reduïda a una creu llatina amb els extrems dels quatre braços eixamplats, el seu estil indica un trànsit entra la primera i la tercera estela.
Estela funerària III: Està feta de pedra, en la qual hi consta una creu, suportada per un peduncle, molt estilitzada d'aspecte de flor, amb una notable diferència entre les dues branques verticals i l'horitzontal transversal. El gruix anterior i posterior disminueix de dalt a baix. El seu estil recorda a les creus trobades a Sanauja, o a les del cementiri de l'església romànica del poble de Pedra a la Cerdanya.
Les tres esteles es podrien datar del segle xi.